# 手島伝
手島 伝（てじま つたえ、1896年（明治29年）11月2日 - 没年不詳）は、日本の内務官僚。福岡県門司市助役。

## 経歴
福岡県浮羽郡田主丸町（現在の久留米市）出身。1920年（大正9年）、早稲田大学専門部政治経済科を卒業し、1922年（大正11年）11月に高等試験に合格した。1923年（大正12年）宮城県属となり、以後、同柴田郡長、青森県商工水産課長を歴任。1928年（昭和3年）に退官するが、1930年（昭和5年）に宮崎県学務課長・社会課長として復帰。その後、香川県農林課長・官房主事、茨城県農林課長、静岡県農務課長、同教育課長・社会課長、青森県書記官・経済部長を経て、1939年（昭和14年）に愛媛県経済部長に就任した。
1942年（昭和17年）1月に休職となり、同年6月に門司市（現在の北九州市門司区）助役に就任した。